# 科洛姆納機械設計局
科洛姆納機械設計局（俄语，缩写为КБМ НПК АО，简称KBM.中文意为机械制造设计局），1942 年4 月 11 日成立于莫斯科州科洛姆纳。目前是俄罗斯国家技术集团（Rostec）旗下高精度系统控股公司的一部分，是一个大型设计、科研和生产中心，负责武器和军事装备各方向的综合研制、制造、测试。它在反坦克导弹、便携式防空导弹系统、战术导弹的制导武器系统研发中处于主导地位。

## 历史[1]
科洛姆納機械設計局的历史始于1942年4月11日，当时苏联国防委员会下达№ ГОКО-1576сс令成立滑膛炮特别设计局（SKB NKV）。在首任总设计师鲍里斯·伊万诺维奇·沙维林的领导下，设计局在战前最短时间内研发出了一系列口径从50毫米到120毫米的迫击炮，为卫国战争的胜利做出了巨大贡献。1941年至1945年间，约80%的迫击炮都由KBM研发。战后，迫击炮的研发仍在继续，甚至诞生了口径420毫米的巨型自行迫击炮。

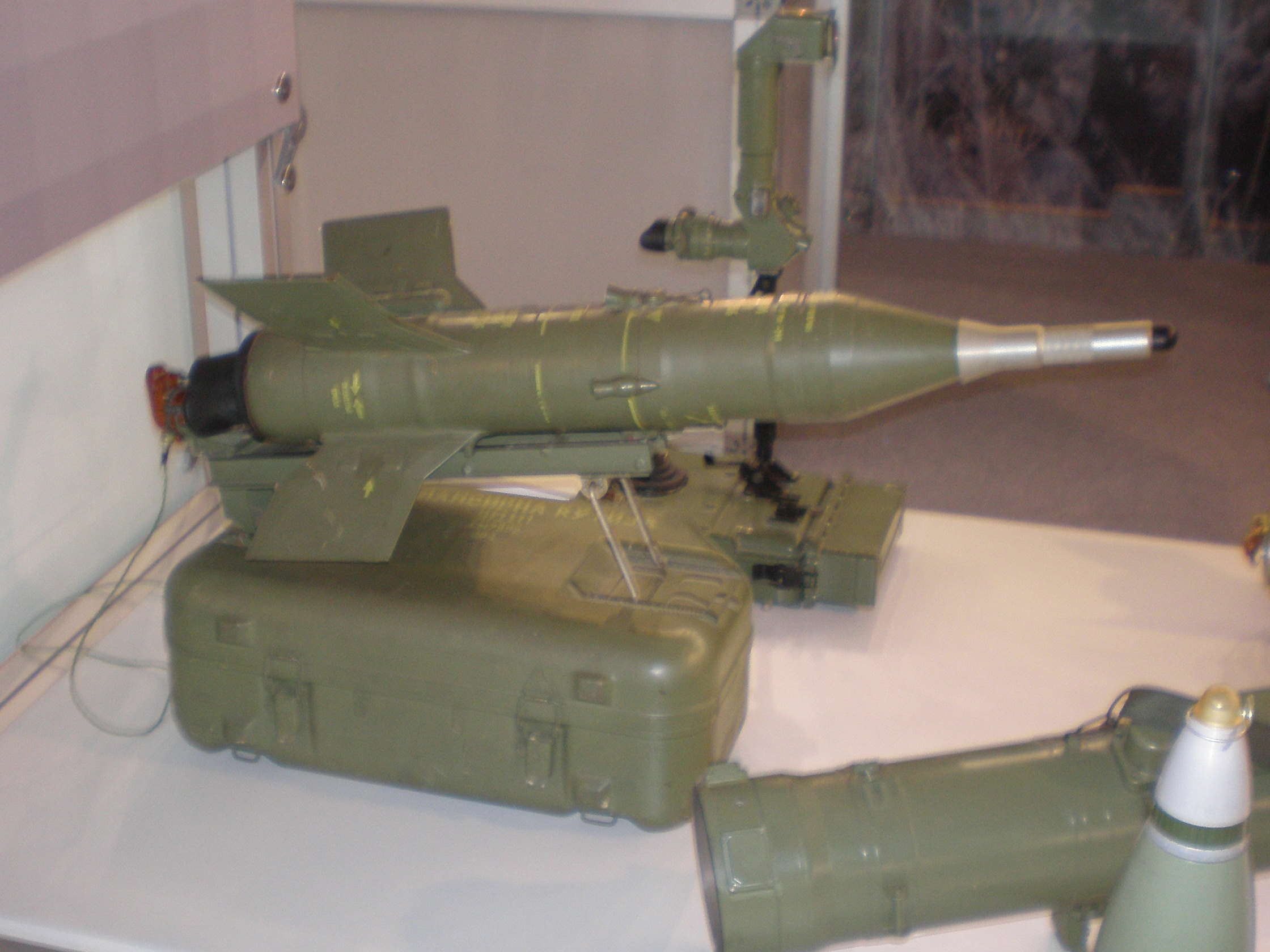
9M14婴儿式反坦克导弹

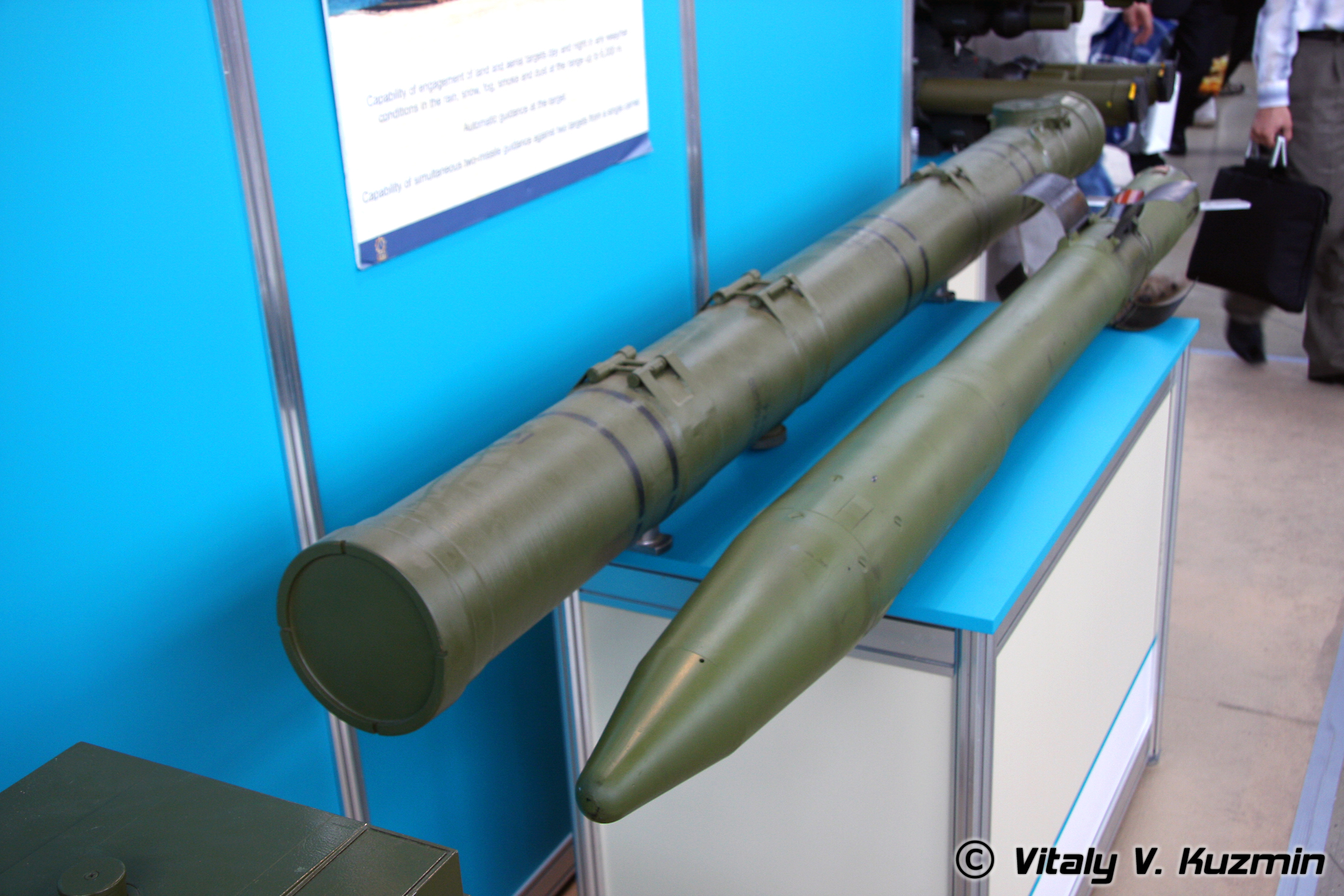
9M123菊花反坦克导弹

1960年，首款苏联国产3M6熊蜂反坦克導彈投入使用，能够打击2公里外的目标。随后又成功研发了9M14婴儿式反坦克导弹和9K114风暴反坦克导弹，其中“风暴”反坦克导弹更是世界上第一枚超音反坦克速导弹。进入20世纪80年代中期，KBM启动了全新一代反坦克系统9M123菊花反坦克导弹的研发，解决了在恶劣天气和低能见度下摧毁现代化装甲目标的技术难题，其射程达6公里并可。
KBM在掌握反坦克导弹技术后，在便携式防空导弹系统也崭露头角。1968年，KBM推出了首款产品“箭-2”（Strela-2），这是一款用于打击中低空敌机的强大武器，其改进型“箭-2M”出口到60多个国家。1973年问世的“箭-3”（Strela-3）成为世界上第一套不仅能在追击过程中，还能在对头攻击中打击飞行目标的防空系统。后继续设计了“针式”（Igla）、“针式-1”（Igla-1）、“针式-S”（Igla-S）以及2015年服役的9K333柳树便携式防空导弹。 
在1965年秋，谢尔盖·帕夫洛维奇·涅波别季米在沙维林去世后被任命为KBM首席设计师。涅波别季米为团队设定了新任务：研发机动战役战术导弹系统，旨在精确摧毁敌军纵深目标。
1975年，“圆点”（Tochka）师级导弹系统开始在苏联军队服役，能够精确打击最远70公里的目标，最小偏差仅为几十米。该系统能完全自主运行，并迅速改变位置。1989年，改进型“圆点-U”（Tochka-U）系统问世，射程可达120公里，并在多国服役，成功应用于局部军事冲突。

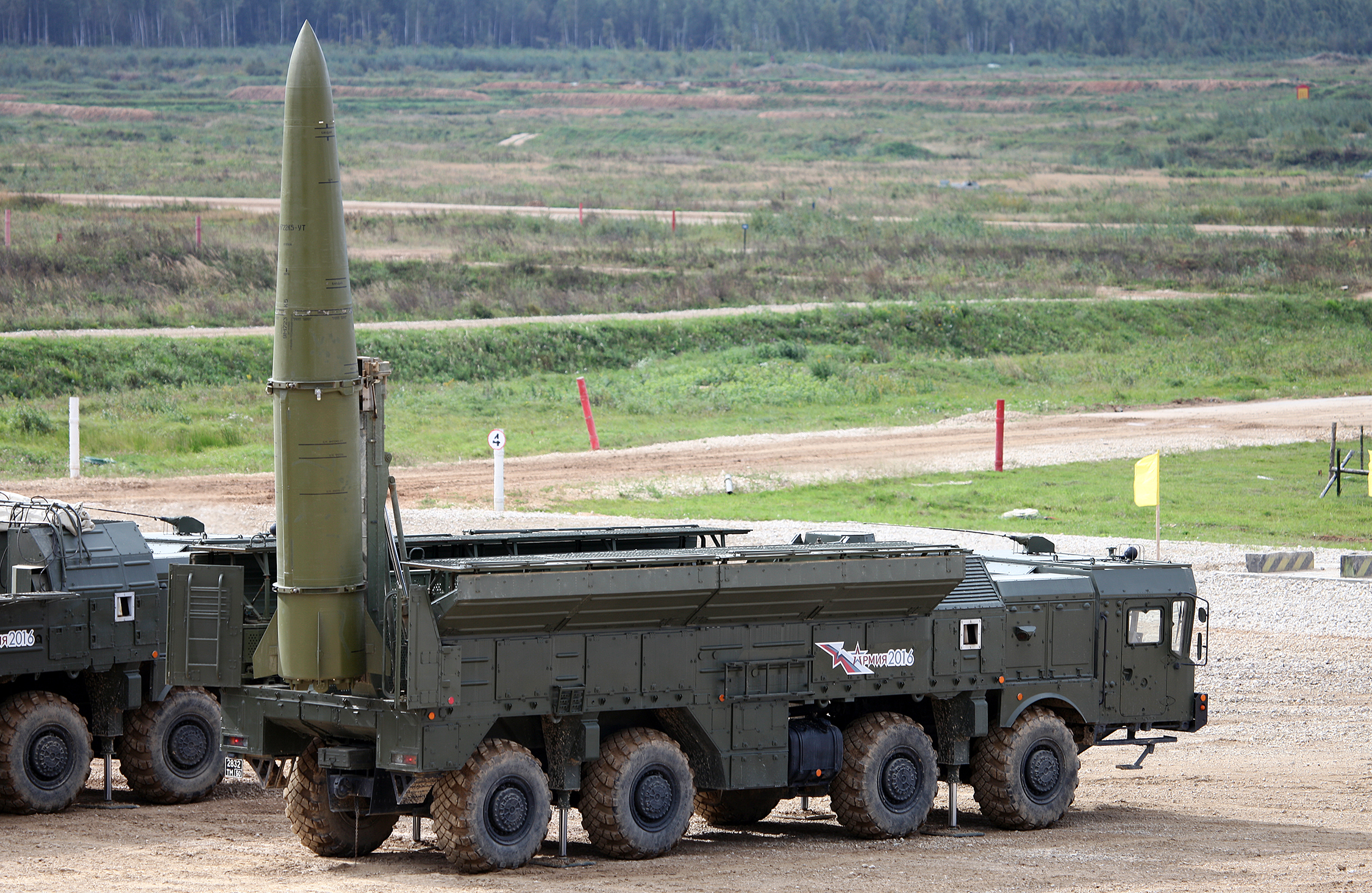
9K720伊斯坎德爾

20世纪80年代，KBM研制的“奥卡”（Oka）战役战术导弹系统，射程最远可达400公里。然而，1987年苏美签署销毁中短程导弹协议，“奥卡”不幸被列入销毁范围，对KBM造成沉重打击。谢尔盖·帕夫洛维奇·涅波别季米不接受“奥卡”被毁的事实，他成功说服国家领导层，必须研制一套不受现有条约限制的新导弹系统。于是，KBM于1988年开始研制高精度“伊斯坎德尔”系统，该系统后来发展成为“伊斯坎德尔-M”（Iskander-M），该系统于2006年投入服役。 

## 名称变化
以下是“机械设计局”（KBM）从成立至今的名称和组织形式的演变：
- 滑膛炮特别设计局     (“СКБ НКВ”)
  - 成立时间：1942年4月11日（根据苏联国防委员会第ГОКО-1576сс号决议）
  - 依据：苏联人民武装委员部1942年4月15日第182号命令。
- 邮政信箱101号     (Почтовый ящик № 101)
  - 时间：1958年1月13日
  - 依据：苏联部长会议国防技术国家委员会主席第15сс号命令。
- 机械设计局     (“КБМ”)，邮政信箱Р-6234号 (Почтовый ящик Р-6234)
  - 时间：1964年9月8日
  - 依据：苏联部长会议第158—316号决议。1966年3月6日第110号命令。
- 机械设计局     (“КБМ”)
  - 时间：1989年3月21日
  - 依据：苏联部长会议第250-79号决议。苏联国防工业部1989年9月6日第395с号命令。KBM内部1989年12月5日第77号命令。
- 国有单一制企业 “机械设计局”     (“ГУП «КБМ»”)
  - 时间：1991年12月29日
  - 依据：莫斯科州科洛姆纳市行政长官第59/3号决议。
- 联邦国有单一制企业     “机械设计局” (“ФГУП «КБМ»”)
  - 时间：1998年6月10日
  - 依据：俄罗斯经济部第212号命令。
- 开放式股份公司 “机械设计局”科学生产公司     (“ОАО НПК «КБМ»”)
  - 时间：自2012年7月2日起
- 股份公司 “机械设计局”科学生产公司     (“АО НПК «КБМ»”)
  - 时间：自2015年7月起

## 公司产品[2]
战役战术和战术导弹系统： 战术导弹系统“圆点-U”和战役战术导弹系统“伊斯坎德尔-E”。
便携式防空导弹系统： “维尔巴”、9K38针式防空飞弹、“针式-S”。
便携式防空系统发射器： “吉吉特”（Dzhigit）、“斯特列茨”（Strelets）、“卢奇尼克-E”（Luchnik-E）。
反坦克导弹系统： “菊花-S”、9K114风暴反坦克导弹（Shturm-S）、“风暴-SM”（Shturm-SM）、“别列若克”（Berezhok）等。
主动防护系统：“竞技场”、竞技场-E